# Contea dello Jutland Meridionale
La contea dello Jutland Meridionale (in danese Sønderjyllands Amt), anche noto come Schleswig settentrionale (in lingua danese: Nordslesvig, in tedescoː Nordschleswig), era una delle 13 contee della Danimarca, le contee sono state abolite con la riforma amministrativa entrata in vigore il 1º gennaio del 2007 e sono state sostituite da cinque regioni.

## Comuni
(Popolazione al 1º gennaio 2006)
| - Åbenrå - 21.994 - Augustenborg - 6.525 - Bov - 9.959 - Bredebro - 3.644 - Broager - 6.362 - Christiansfeld - 9.587 - Gråsten - 7.218 - Gram - 4.867 - Haderslev - 31.544 - Højer- 2.801 - Løgumkloster - 6.771 - Lundtoft - 6.150 | - Nørre Rangstrup - 9.510 - Nordborg - 13.893 - Rødding - 10.995 - Rødekro - 11.756 - Skærbæk - 7.172 - Sønderborg - 30.783 - Sundeved - 5.286 - Sydals - 6.531 - Tinglev - 10.115 - Tønder - 12.285 - Vojens - 16.685 |